# آوتسه
آوتسه (به آلمانی: Alt-Autz) شهرکی در لتونی با جمعیت ۴٬۱۰۱ نفر است که در شهرداری آوتسه واقع شده‌است.